# Una storia importante/Respiro nel blu
Una storia importante è un singolo del cantautore italiano Eros Ramazzotti, pubblicato nel 1985 come secondo estratto dal primo album in studio Cuori agitati.

## Descrizione
Il brano è stato scritto insieme a Piero Cassano e Adelio Cogliati.
Dopo la vittoria nella sezione Nuove Proposte al Festival di Sanremo 1984 con Terra promessa, Ramazzotti torna da Big al Festival l'anno seguente, e partecipa proprio con questa canzone, classificandosi 6º nella classifica finale.
Mentre la parte musicale delle strofe fu scritta piuttosto agevolmente, quella del ritornello faticava ad arrivare. Piero Cassano racconterà che lo spunto gli arrivò dai cori della curva del Genoa, la sua squadra del cuore, durante una partita di calcio di cui fu spettatore nel periodo della composizione.
Dopo la kermesse sanremese, la canzone diventa una hit europea vendendo un milione di copie, con particolare successo in Francia, e viene inserita nel primo album in studio Cuori agitati. Verrà inserita in una nuova versione nel greatest hits Eros del 1997, e in una versione remix in e² del 2007.
La versione remix durata in 6 minuti viene inserita solo in vinile.
Nel 2020 partecipa al concorso radiofonico I Love My Radio, a cui hanno preso parte in totale 45 canzoni.

## Tracce
7" singolo (DDD A 6029)
Lato A
1. Una storia importante – 3:35 (testo: Piero Cassano, Adelio Cogliati – musica: Eros Ramazzotti)

Lato B
1. Respiro nel blu – 3:25 (testo: Piero Cassano, Adelio Cogliati – musica: Eros Ramazzotti)

12" Special remix version longue (Carrere / Clever 8580)
Lato A
1. Una storia importante (Remix) – 6:00 (testo: Piero Cassano, Adelio Cogliati – musica: Eros Ramazzotti)

Lato B
1. Respiro nel blu – 3:25 (testo: Piero Cassano, Adelio Cogliati – musica: Eros Ramazzotti)

## Classifiche

### Classifiche settimanali
| Classifica (1985) | Posizione massima |
| ----------------- | ----------------- |
| Francia           | 2                 |
| Italia            | 1                 |
| Svizzera          | 7                 |

### Classifiche di fine anno
| Classifica (1985) | Posizione |
| ----------------- | --------- |
| Italia            | 8         |

## Cover
La cantautrice italiana Giorgia insieme con il cantante originale (come artista ospite) ha inciso una cover del brano, pubblicata il 7 dicembre 2018 come secondo singolo estratto dal primo album di cover Pop Heart.
Nel 2010 il cantante francese Flavio incide una cover del brano per l'album Amour, soleil et Italie, vol. 3 - 18 slows, rien que des slows  (Ascot Music).

### Video musicale
Il videoclip, girato da Emanuel Lo e VisionariLab, è stato distribuito in anteprima il 19 ottobre 2018 sulle piattaforme streaming online, e ufficialmente dal 21 dicembre successivo sul canale Vevo-YouTube della cantante.
Il video ripercorre, tramite l'utilizzo di filmati inediti, la storia d'amore fra la cantautrice romana ed il suo compagno, il coreografo e regista Emanuel Lo. In seguito, è uscito un secondo video, collage di alcuni successi del recente passato di Giorgia (Non mi ami, Quando una stella muore, Scelgo ancora te e Credo).